# Sabathan
Sabathan, pseudônimo de Franck Lorent, é o ex-cantor e baixista da banda pela qual ficou reconhecido mundialmente: Enthroned. Foi convidado por Carnunnos para criar esta banda de black metal em 1993, mas em outubro de 2006 deixou o grupo.

## Sua origem musical
"Eu comecei a ficar interessado pelo Metal quando meu irmão mais velho me levou para ver o ensaio da banda de uns colegas dele em 1980, e dois dias depois no show deles, quando eu tinha 10 anos de idade. Essa banda tocou o puro Rock N Roll como Motorhead, e eu fiquei impressionado, então eu comprei o CD deles. Depois disso eu descobri Kiss, AC/DC, Iron Maiden, Motorhead e Judas Priest, e mais tarde Venom, Mercyful Fate, Metallica, Megadeth e Slayer", relembra Sabathan em entrevista. Seis anos mais tarde, em 1986, ele começou a tocar baixo quando tinha seus 16 anos de idade. Sua primeira banda seria o Morbid Death, que formou junto com seu colega de escola Cernunnos nesse mesmo ano.
Antes do Enthroned, ele participou de outras três bandas; a já citada Morbid Death (que depois mudou de nome para Blasphereion), Slanesh e Godsend que depois mudou de nome para Dying Corpse.

## Saída do Enthroned
Depois de 13 anos no Enthroned, como membro fundador ao lado de Cernunnos, em outubro de 2006 Sabathan saiu da banda alegando vários motivos, que são esclarecidos em um comunicado oficial que ele mesmo postou no forum oficial do Enthroned.